# Nederlands honkbalteam (vrouwen)
Het Nederlands vrouwenhonkbalteam is het nationale team van het Koninkrijk der Nederlanden.

## Team
Het team valt onder de directe verantwoordelijkheid van de Stichting Women's Baseball Netherlands en indirect van de Koninklijke Nederlandse Baseball en Softball Bond die het team erkent en heeft ingeschreven bij de IBAF, de overkoepelende wereldwijde honkbalfederatie. Het team speelde de eerste officiële interlandwedstrijden tijdens de wereldkampioenschappen in augustus 2010 te Venezuela. De definitieve selectie werd op 18 juli 2010 bekendgemaakt. Op 16 mei 2010 werd de laatste van een serie try outs gehouden. Uit een eerste selectie van 24 speelsters werd het definitieve team gevormd.

## Ontwikkeling, tegenwerking en deelname toernooien
In 2010 werd voor het eerst meegedaan, als eerste Europees team, aan de wereldkampioenschappen die gehouden werden in Venezuela van 12 tot 22 augustus. Door een gebrek van steun door de bond dienden de speelsters alle kosten zelf te betalen. De ontwikkeling van het vrouwenhonkbal in Nederland kent in tegenstelling tot andere landen als Japan of Zuid Korea weinig tot geen bondssteun. Op de site van de sportbond staat de selectie dan ook niet vermeld, noch een link naar de wereldkampioenschappen. Vrouwen die honkballen in Nederland kunnen dit enkel doen in een mannenteam maar dit wordt niet aangemoedigd en tot 2011 verbood de bond het zelfs dat meiden meededen aan de NK voor de jeugd (Little League). In 2012 was er een bestuursvoorstel om het laten spelen van vrouwen in de vierde klasse en hoger te verbieden. In 2013 was er één vrouwenteam, de Pink Panters uit Zwijndrecht, dat in de reguliere bondscompetitie uitkwam twee jaar lang in de vijfde klasse. En flink deel van de eerste selectie voor het Nederlands team kwam toen uit dit team. Jeugdspeelsters en de meeste volwassen speelsters spelen tegenwoordig regulier mee in junioren en mannencompetities. In 2012 deed het Nederlands team mee aan het wereldkampioenschap in Edmonton, Canada, waar er een historische overwinning geboekt werd op Cuba. In september 2014 deed het team mee aan het wereldkampioenschap in Miyazaki, Japan. Hier eindigde het team zonder overwinningen op de 8e plaats van de acht. In 2016 deed het team wederom mee aan de wereldkampioenschappen in Gijang-gun, onderdeel van de Zuid-Koreaanse stad Busan. Het WK werd gespeeld van 3 tot en met 11 september. Het team behaalde drie overwinningen waarmee de negende plaats van de twaalf werd behaald. In 2018 doet het team wederom mee aan de WK, ditmaal in de Verenigde Staten van Amerika vanaf 22 augustus 2018. Ook nu dienen de speelsters alle kosten zelf op te brengen. Vanuit de bond werden petten ter beschikking gesteld.

## Wereldkampioenschap 2010, Venezuela

### Lijst van internationals 2010
| naam               | positie                                | geboorteland | geboren          | slaat  | gooit  | club                                              |
| ------------------ | -------------------------------------- | ------------ | ---------------- | ------ | ------ | ------------------------------------------------- |
| Loes Asmus         | werper                                 | Nederland    | 18 juni 1990     | rechts | rechts | Blue Stars Numansdorp                             |
| Marlinda Becker    | achtervanger korte stop buitenvelder   | Nederland    | 14 februari 1984 | rechts | rechts | HSV Zwijndrecht                                   |
| Minke Blok         | achtervanger korte stop                | Nederland    | 11 augustus 1987 | rechts | rechts | Blue Stars Numansdorp                             |
| Hilde Bosker       | korte stop achtervanger                | Nederland    | 30 augustus 1989 | rechts | rechts | BSC Caribe Groningen                              |
| Michelle Bruijn    | tweede honk werper                     | Nederland    | 16 februari 1991 | rechts | rechts | BSC Caribe, Groningen - HSV Zwijndrecht           |
| Thari Diefenbach   | werper binnenveld                      | Nederland    | 25 februari 1990 | rechts | rechts | Orioles Bergschenhoek                             |
| Kyra van Genderen  | buitenvelder                           | Nederland    | 11 mei 1991      | rechts | rechts | Blue Hitters Maasdam                              |
| Linde Gerritsen    | buitenvelder werper                    | Nederland    | 14 april 1991    | rechts | rechts | HSV Saints, Rotterdam                             |
| Sanne van Gool     | buitenvelder                           | Nederland    | 20 november 1992 | rechts | rechts | Almere'90                                         |
| Tessa Heeres       | achtervanger buitenvelder              | Nederland    | 27 juni 1980     | rechts | rechts | BSC Quick, Amersfoort - HSV Zwijndrecht           |
| Letticia Horstman  | eerste honk derde honk                 | Nederland    | 23 oktober 1976  |        |        | HSV Zwijndrecht Zwijndrecht                       |
| Jessica Kroeskop   | eerste honk werper                     | Nederland    | 16 april 1986    | rechts | rechts | Giants Hengelo                                    |
| Esther Maliepaard  | buitenvelder binnenvelder achtervanger | Nederland    | 23 november 1986 | rechts | rechts | Gryphons Rosmalen                                 |
| Miranda Noordenbos | buitenvelder                           | Nederland    | 10 maart 1971    |        |        |                                                   |
| Mickey Ras         | Korte stop                             | Nederland    | 29 april 1990    |        |        | Euro Stars, Capelle aan den IJssel                |
| Zonairis Thielman  | achtervanger derde honk                | Nederland    | 3 september 1984 | rechts | rechts | HSV Zwijndrecht                                   |
| José van Veen      | werper eerste honk                     | Nederland    | 26 mei 1961      | rechts | rechts | Pink Panthers HSV Zwijndrecht Neptunus, Rotterdam |
| Kirsten Vierdag    | korte stop tweede honk buitenvelder    | Nederland    | 4 november 1991  | rechts | rechts | Euro Stars, Capelle aan den IJssel                |

### Coachingstaf 2010
| naam              | functie         | geboorteland | geboren          | slaat  | gooit  | club             |
| ----------------- | --------------- | ------------ | ---------------- | ------ | ------ | ---------------- |
| Percy Isenia      | hoofdcoach      | Nederland    | 25 december 1976 | rechts | rechts | Sparta/Feyenoord |
| Ronald Jaarsma    | assistent-coach | Nederland    | 6 februari 1977  | rechts | rechts | HCAW             |
| Elton Koeiman     | assistent-coach | Nederland    |                  |        |        |                  |
| Ivette van Putten | teammanager     | Nederland    |                  |        |        |                  |
| Daniëlle Maas     | fysiotherapeut  | Nederland    |                  |        |        |                  |

## Wereldkampioenschap 2014, Japan

### Lijst van internationals 2014
| Nr. | naam               | positie                           | geboren           | slaat  | gooit  |
| --- | ------------------ | --------------------------------- | ----------------- | ------ | ------ |
| 4   | Loes Asmus         | derde honk werper                 | 18 juni 1990      | rechts | rechts |
| 6   | Paulieke Breukers  | buitenveld                        | 12 september 1992 | rechts | rechts |
| 33  | Marije Filius      | buitenveld                        | 26 oktober 1990   | rechts | rechts |
| 42  | Famke Gildemacher  | derde honk achtervanger           | 28 november 1997  | rechts | rechts |
| 19  | Maaike Haak        | werper                            | 6 maart 1991      | rechts | rechts |
| 29  | Thari Diefenbach   | werper tweede honk                | 25 februari 1990  | rechts | rechts |
| 35  | Kyra van Genderen  | buitenveld                        | 11 mei 1991       | rechts | rechts |
| 39  | Susanne van Kampen | eerste honk                       | 11 augustus 1979  | rechts | rechts |
| 31  | Annemiek Koehorst  | tweede honk                       | 7 februari 1994   | rechts | rechts |
| 44  | Claudia Kranendonk | achtervanger                      | 15 mei 1987       | rechts | rechts |
| 1   | Marijke van Veen   | werper                            | 31 maart 1980     | rechts | rechts |
| 11  | Jessica Kroeskop   | eerste honk werper                | 16 april 1986     | rechts | rechts |
| 13  | Esther Maliepaard  | eerste honk                       | 23 november 1986  | rechts | rechts |
| 40  | Anouk Vergunst     | werper                            | 4 april 1991      | rechts | rechts |
| 22  | Ciska Welboren     | werper                            | 31 mei 1990       | links  | links  |
| 15  | Sofie van de Wiel  | achtervanger korte stop           | 3 januari 1988    | rechts | rechts |
| 9   | Kelly Zuurendonk   | korte stop eerste honk buitenveld | 8 april 1988      | rechts | rechts |

### Coachingstaf 2014
| naam              | functie         |
| ----------------- | --------------- |
| Eddie Dix         | hoofdcoach      |
| Ramon Rijgersberg | assistent-coach |
| Marko Winkel      | assistent-coach |
| Maud Werkman      | overig          |
| Ivette van Putten | teammanager     |
| Daniëlle Maas     | fysiotherapeut  |

## Wereldkampioenschap 2016, Zuid-Korea

### Lijst van internationals 2016
| Nr. | naam              | positie                 | geboren           | slaat  | gooit  | club                       |
| --- | ----------------- | ----------------------- | ----------------- | ------ | ------ | -------------------------- |
| 4   | Loes Asmus        | werper                  | 18 juni 1990      | rechts | rechts | Berwick Dodgers, Australië |
|     | Thari Diefenbach  | werper tweede honk      | 25 februari 1990  | rechts | rechts | Toronto Fusion, Canada     |
| 12  | Sascha Egas       | achtervanger            | 12 maart 2000     | rechts | rechts | Amsterdam Pirates          |
| 6   | Susan Erades      | werper                  | 24 februari 1999  | rechts | rechts | Biento                     |
| 33  | Marije Filius     | buitenveld              | 26 oktober 1990   | rechts | rechts | Quick Amsterdam            |
| 35  | Kyra van Genderen | buitenveld              | 11 mei 1991       | rechts | rechts | Blue Hitters               |
| 42  | Famke Gildemacher | derde honk achtervanger | 28 november 1997  | rechts | rechts | Double Stars               |
| 19  | Maaike Haak       | werper                  | 6 maart 1991      | rechts | rechts | Rooswijk                   |
| 39  | Berber Jansen     | werper eerste honk      | 22 september 1991 | rechts | rechts | Amsterdam North Stars      |
| 31  | Annemiek Koehorst | tweede honk             | 7 februari 1994   | rechts | rechts | Quick Amsterdam            |
| 13  | Esther Maliepaard | eerste honk buitenveld  | 23 november 1986  | rechts | rechts | HSCN Nuenen                |
| 11  | Isabelle Markies  | derde honk korte stop   | 6 maart 2000      | rechts | rechts | Amsterdam Pirates          |
| 36  | Bianca Mooi       | buitenveld              | 9 oktober 1989    | rechts | rechts | Double Stars               |
| 1   | Marijke van Veen  | werper                  | 31 maart 1980     | rechts | rechts | DSS                        |
| 14  | Winke Verdick     | buitenveld              | 23 februari 1999  | rechts | rechts | Pirates Amsterdam          |
| 40  | Anouk Vergunst    | werper                  | 4 april 1991      | rechts | rechts | Hitmanics                  |
| 22  | Ciska Welboren    | werper                  | 31 mei 1990       | links  | links  | Rooswijk                   |
| 8   | Maud Werkman      | werper                  | 26 juni 1999      | rechts | rechts | Thamen                     |
| 15  | Sofie van de Wiel | achtervanger korte stop | 3 januari 1988    | rechts | rechts | Meppers                    |
| 29  | Inger Wieringa    | tweede honk eerste honk | 3 februari 1997   | rechts | rechts | The Wombats                |

### Coachingstaf 2016
| Nr. | naam              | functie         |
| --- | ----------------- | --------------- |
| 10  | Eddie Dix         | hoofdcoach      |
| 41  | Ramon Rijgersberg | assistent-coach |
| 44  | Marc Neville      | assistent-coach |
| 47  | Marko Winkel      | assistent-coach |
|     | Ivette van Putten | teammanager     |

## Wereldkampioenschap 2018, Viera Florida, USA

### Lijst van internationals 2018[3][4]
| Nr. | naam              | positie                  | geboren           | slaat  | gooit  | club                  |
| --- | ----------------- | ------------------------ | ----------------- | ------ | ------ | --------------------- |
| 4   | Loes Asmus        | werper                   | 18 juni 1990      | rechts | rechts | Ridderkerk Rowdies    |
| 35  | Lisa Bergwerff    | werper                   | 9 november 1997   | rechts | rechts | Vlaardingen Holy      |
| 10  | Merle Langevoord  | werper                   | 1 maart 2000      | rechts | rechts | Nieuwegein Diamonds   |
| 6   | Lotte Tanke       | achtervanger tweede honk | 5 oktober 2000    | rechts | rechts | Roef!                 |
| 33  | Marije Filius     | buitenveld               | 26 oktober 1990   | rechts | rechts | DVH Amstelveen        |
| 11  | Jessica Kroeskop  | buitenveld eerste honk   | 16 april 1986     | rechts | rechts | The Eagles            |
| 42  | Famke Gildemacher | derde honk achtervanger  | 28 november 1997  | rechts | rechts | Onze Gezellen         |
| 19  | Maaike Haak       | werper                   | 6 maart 1991      | rechts | rechts | Rooswijk              |
| 47  | Berber Jansen     | werper eerste honk       | 22 september 1991 | rechts | rechts | Amsterdam North Stars |
| 31  | Nadia Roelofsen   | aangewezen slagvrouw     | 23 mei 1988       | rechts | rechts | DVH Amstelveen        |
| 13  | Esther Maliepaard | eerste honk buitenveld   | 23 november 1986  | rechts | rechts | HSCN Nuenen           |
| 12  | Isabelle Markies  | derde honk korte stop    | 6 maart 2000      | rechts | rechts | Amsterdam Pirates     |
| 36  | Bianca Mooi       | buitenveld               | 9 oktober 1989    | rechts | rechts | Alcmaria Victrix      |
| 1   | Marijke van Veen  | werper                   | 31 maart 1980     | rechts | rechts | DSS                   |
| 8   | Winke Verdick     | buitenveld               | 23 februari 1999  | rechts | rechts | Pirates Amsterdam     |
| 40  | Anouk Vergunst    | werper                   | 4 april 1991      | rechts | rechts | Hitmanics             |
| 22  | Ciska Welboren    | werper                   | 31 mei 1990       | links  | links  | Double Stars          |
| 9   | Maud Werkman      | werper                   | 26 juni 1999      | rechts | rechts | Thamen                |
| 15  | Sofie van de Wiel | achtervanger korte stop  | 3 januari 1988    | rechts | rechts | Meppers               |
| 29  | Inger Wieringa    | tweede honk eerste honk  | 3 februari 1997   | rechts | rechts | The Wombats           |

### Coachingstaf 2018
| Nr. | naam              | functie         |
| --- | ----------------- | --------------- |
| 31  | Elvin Englentina  | hoofdcoach      |
| 41  | Martin de Koning  | assistent-coach |
| 21  | Marc Neville      | assistent-coach |
| 39  | Ezio How          | assistent-coach |
|     | Marijke Ridders   | fysiotherapeut  |
|     | Ivette van Putten |                 |

## Europees Kampioenschap 2019, Rouen, Frankrijk

### Speelsters 2019
| Nr. | Naam                | Positie                 | Slaat | Gooit | Club                  |
| --- | ------------------- | ----------------------- | ----- | ----- | --------------------- |
| 2   | Anne Geugjes        | Catcher                 | R     | R     | HSV Adegeest          |
| 3   | Floor Wessels       | Tweede Honk             | R     | R     | HCAW                  |
| 4   | Loes Asmus          | Pitcher                 | R     | R     | Ridderkerk Rowdies    |
| 7   | Andee van de Wielen | Buitenveld              | R     | R     | Greenhearts           |
| 8   | Cherise Stravers    | Pitcher, Buitenvelder   | S     | R     | Nieuwegein Diamonds   |
| 10  | Merle Langevoord    | Pitcher                 | R     | R     | Greenhearts           |
| 13  | Esther Maliepaard   | Midveld, Eerste Honk    | R     | R     | Nuenen                |
| 14  | Winke Verdick       | Linksveld, Catcher      | R     | R     | Amsterdam Pirates     |
| 15  | Sofie van der Wiel  | Korte Stop, Catcher     | R     | R     | Houten Dragons        |
| 16  | Geertje de Wit      | Pitcher                 | R     | R     | Alcmaria Victrix      |
| 18  | Isabelle Markies    | Korte Stop, Pitcher     | R     | R     | Amsterdam Pirates     |
| 22  | Ciska Welboren      | Pitcher                 | L     | L     | Double Stars Heiloo   |
| 24  | Berber Jansen       | Pitcher, Buitenveld     | R     | R     | Amsterdam North Stars |
| 26  | Simone Willemse     | Pitcher                 | R     | R     | Blue Birds Delft      |
| 31  | Annemiek Koehorst   | Tweede Honk, Buitenveld | R     | R     | Onze Gezellen         |
| 40  | Anouk Vergunst      | Eerste Honk, Pitcher    | R     | R     | Hitmanics Delft       |
| 42  | Famke Gildemacher   | Derde Honk, Pitcher     | R     | R     | Double Stars Heiloo   |
| 44  | Kim Schindeler      | Buitenveld              | R     | R     | DVH                   |
| 49  | Stephanie Werneri   | Pitcher                 | R     | R     | Odiz Frogs            |
| 55  | Jadee Phelipa       | Pitcher                 | R     | R     | Urban 010 / Rascals   |

### Staf 2019
| Nr. | Naam              | Functie          |
| --- | ----------------- | ---------------- |
| 41  | Martin de Koning  | Hoofdcoach       |
| 21  | Marc Neville      | Derdehonk-coach  |
| 5   | Jonathan de Windt | Eerstehonk-coach |
| 36  | Kevin van Veen    | Pitchingcoach    |
|     | Marijke Ridders   | Fysiotherapeut   |
|     | Ivette van Putten | Teammanager      |